# Simpsonville (South Carolina)
Simpsonville is een plaats (city) in de Amerikaanse staat South Carolina, en valt bestuurlijk gezien onder Greenville County.

## Demografie
Bij de volkstelling in 2000 werd het aantal inwoners vastgesteld op 14.352.
In 2006 is het aantal inwoners door het United States Census Bureau geschat op 16.017, een stijging van 1665 (11,6%).

## Geografie
Volgens het United States Census Bureau beslaat de plaats een oppervlakte van
16,1 km², geheel bestaande uit land. Simpsonville ligt op ongeveer 262 m boven zeeniveau.

## Plaatsen in de nabije omgeving
De onderstaande figuur toont nabijgelegen plaatsen in een straal van 20 km rond Simpsonville.